# Woudrichem
Woudrichem est une ancienne commune et une petite ville des Pays-Bas de la province du Brabant-Septentrional. La commune est située dans le nord-ouest de la province, dans le Pays de Heusden et d'Altena et dans la commune d'Altena.

## Localités
Almkerk, Andel, Giessen, Oudendijk, Rijswijk, Uitwijk, Uppel, Waardhuizen et Woudrichem

## Galerie

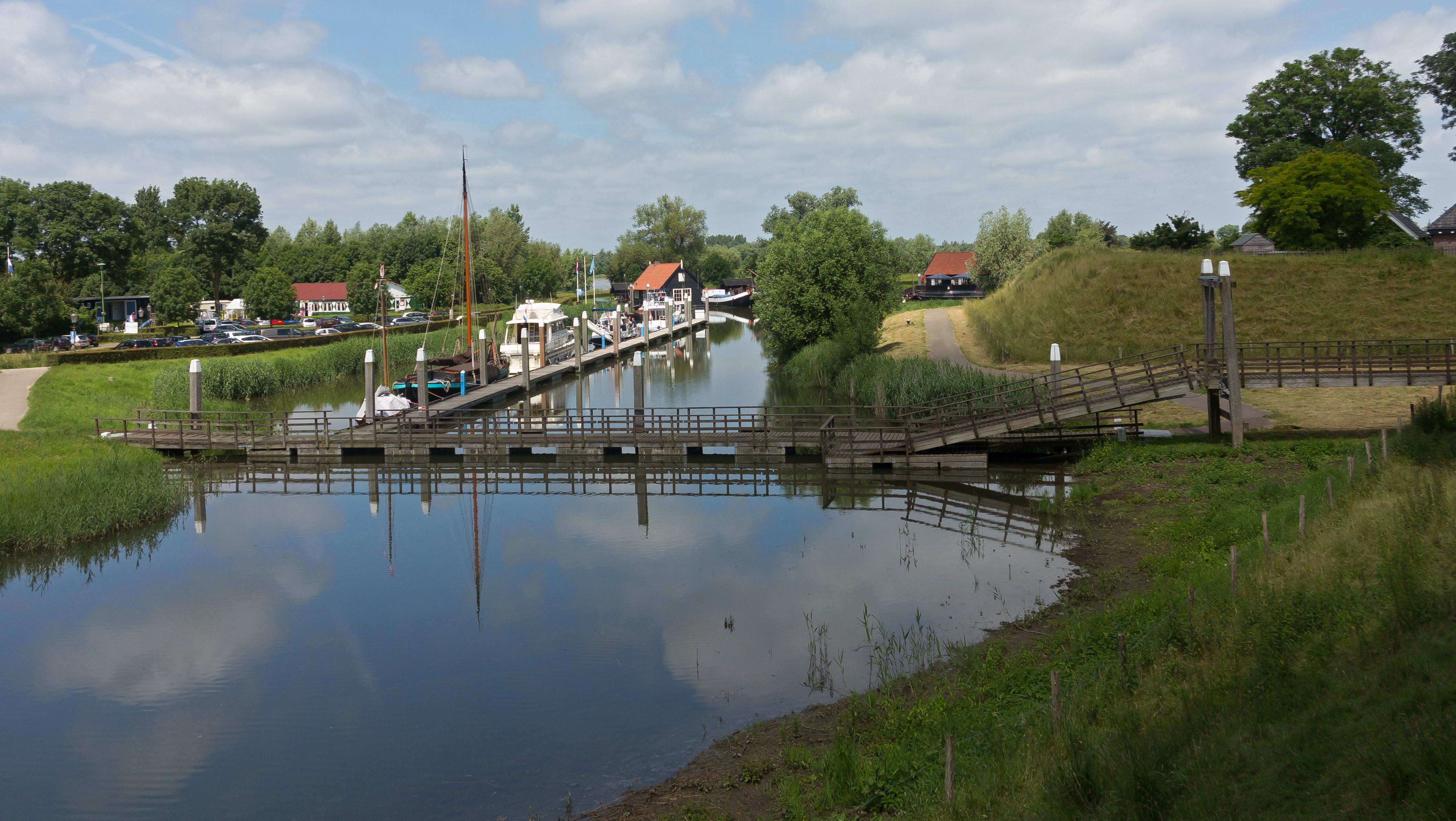
Le port historique à Woudrichem
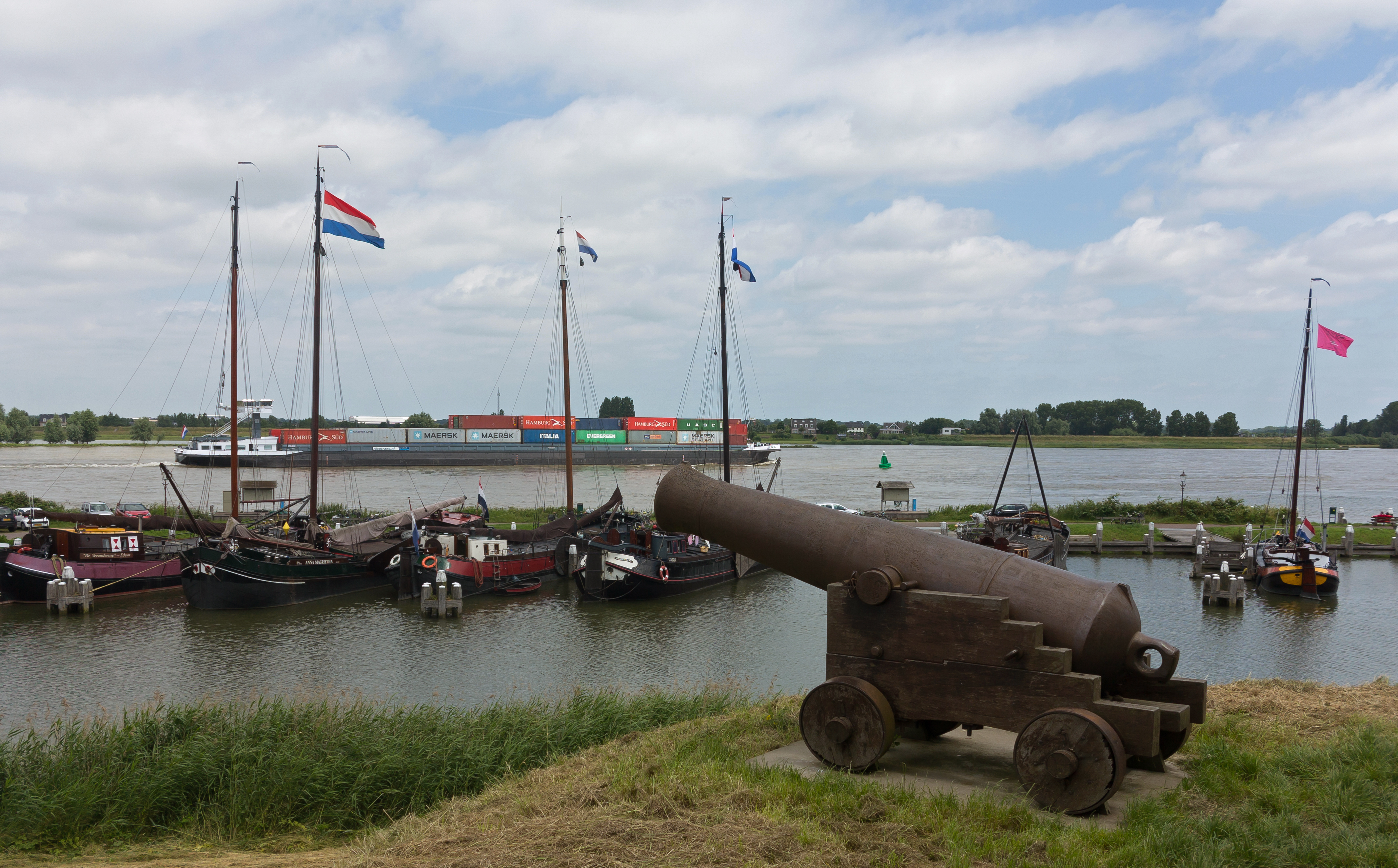
Le port historique à Woudrichem
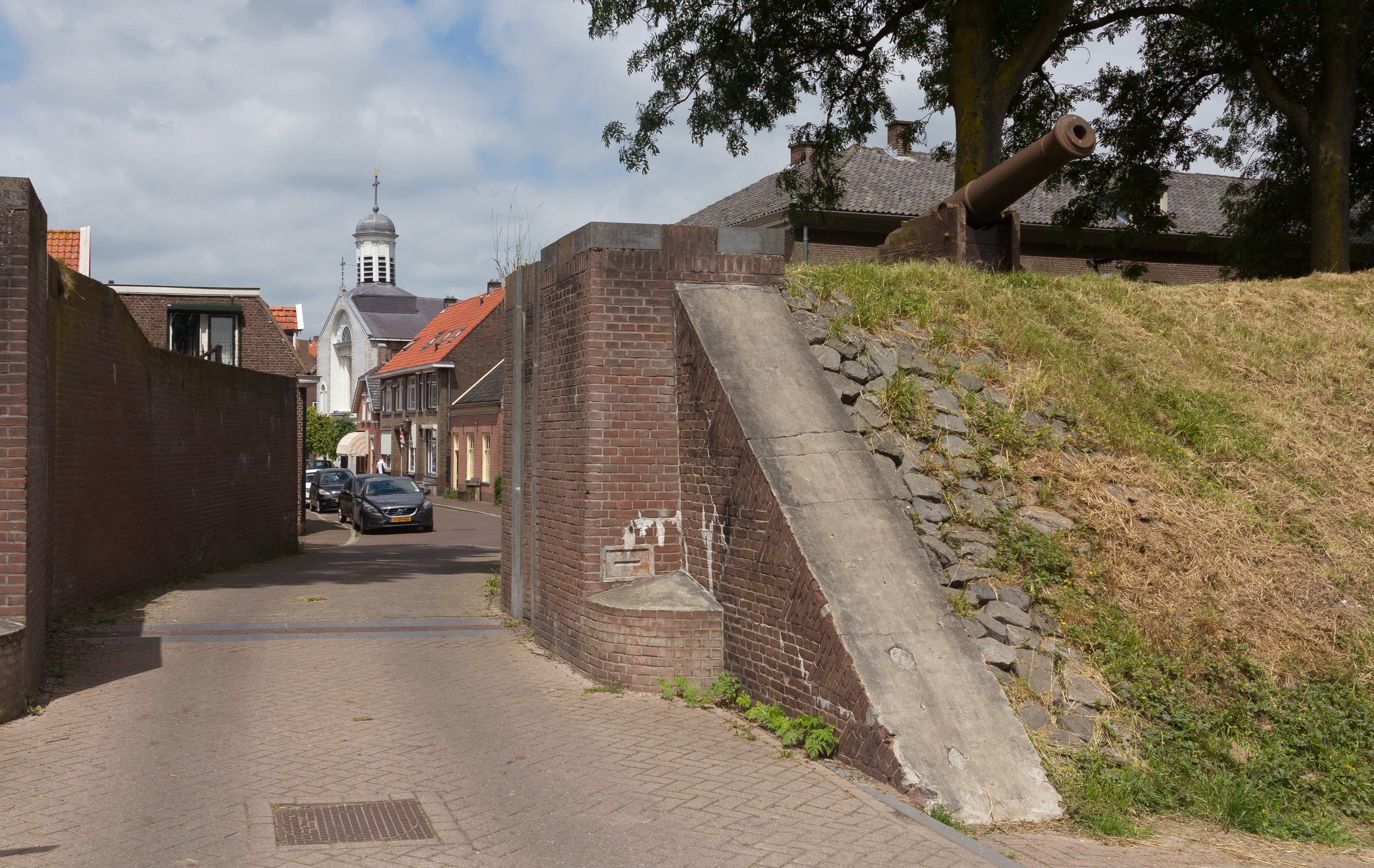
Vue de la rue Vissersdijk avec porte de la ville et l'église catholique à Woudrichem
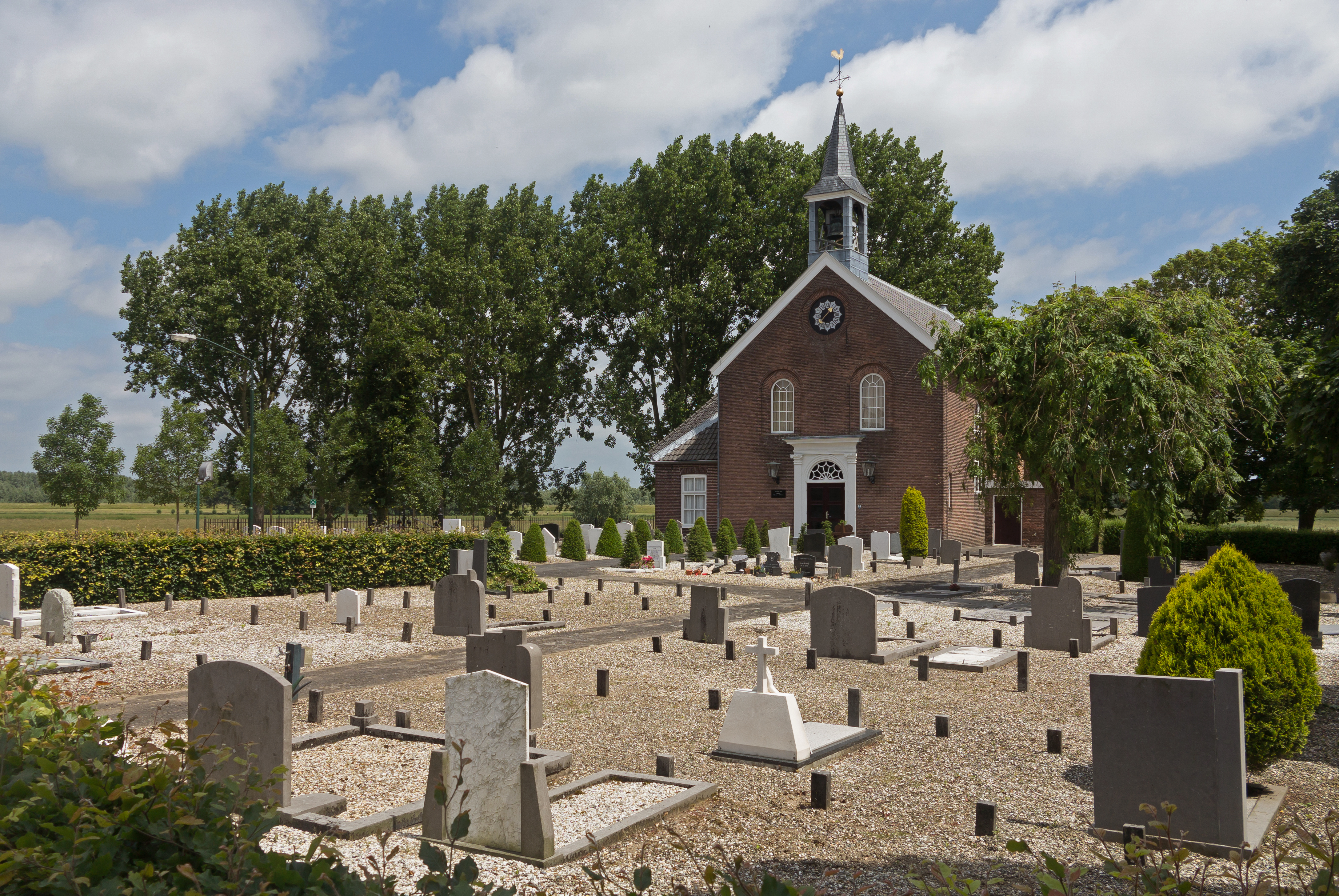
L'église protestante à Giessen